# Hans-Joachim Eckert
Hans-Joachim Eckert (Plochingen, 1948) és un jurista alemany. És jutge a Múnic i era fins al 2017 el president de l'Òrgan de Decisió del Comitè d'Ètica de la FIFA.

## Educació
Eckert Va néixer a Plochingen a l'estat de Baden-Württemberg. Poc després de néixer, la família es va traslladar a l'Alta Baviera. Va completar la seva graduació a Freising i després va estudiar jurisprudència a Múnic.

## Trajectòria professional
Entre 1978 i 1985 Eckert va ser jutge a la Sala Penal del Tribunal Regional Múnic I, i fiscal a la fiscalia de Múnic II. De 1985 a 1991 va treballar com a jutge a la Sala Civil del Tribunal Regional Múnic I, i de 1991 a 1998 va ser fiscal de la fiscalia de Múnic II i cap del departament responsable d'evasió d'impostos, delictes econòmics i crim organitzat. De 1998 a 1999 va ser fiscal sènior al Tribunal Regional de Múnic I, on va ser cap de divisió i responsable contra el blanqueig de diners, el crim organitzat i relacions internacionals.
De 1999 a 2003 va ser fiscal sènior a l'oficina del fiscal de Múnic I. Com a cap de divisió per a casos criminals i delictes econòmics, Eckert era responsable de protecció de dades, delictes nazis, delictes econòmics i crim organitzat. El setembre de 2003 va ser nomenat President del Tribunal Regional de Múnic I i fins al setembre de 2005 es va centrar en delictes relacionats amb les drogues. Des d'octubre de 2005 fins a la seva jubilació el juliol de 2015, Eckert va ser President de la Sala d'assumptes econòmics al Tribunal Regional de Múnic I.
El focus de les seves activitats eren els casos de corrupció, l'evasió d'impostos, els delictes econòmics en general, el crim organitzat, blanqueig de diners, delictes informàtics i confiscació d'actius.
Eckert era també actiu internacionalment per a la Comissió Europea, a Bulgària, Sèrbia i Turquia. A Bulgària va ser assignat per la Unió Europea per aconsellar al govern i per ajudar a posar en marxa una fiscalia especialitzada en corrupció. A més a més, va examinar en cooperació amb un investigador de la màfia italiana, tres-cents assassinats no resolts.
Eckert va fer conferències sobre crim organitzat, delictes informàtics i confiscació d'actius a l'Acadèmia de Jutges d'Alemanya, l'Acadèmia de Dret Europeu i als instituts de formació de la Policia Estatal Bavaresa.

## Procediments Legals
Ha estat President al Tribunal Regional Múnic I per a diversos i coneguts casos judicials relacionats amb delictes econòmics, inclosos processos de corrupció associats amb suborns a Siemens, Ferrostaal i MANSE. També va liderar el procés judicial per a la compra de Hypo Alpe-Adria-Bankr Internacional per BayernLB.

## Comitè d'Ètica de la FIFA
Hans-Joachim Eckert va ser elegit pel Comitè d'Ètica de la FIFA el 2011. El 17 de juliol de 2012, va ser nomenat president de l'Òrgan de Decisió del Comitè d'Ètica de la FIFA pel Comitè Executiu. Aquest nomenament va ser confirmat el maig de 2013 per un Congrés de la FIFA. A final de 2014, la seva feina va ser criticada per l'investigador en cap del Comitè d'Ètica i autor de l'Informe Garcia, Michael J. Garcia, relacionat amb el conegut com a Cas Qatargate. Alhora, Garcia va dimitir del seu càrrec. L'octubre de 2015, l'Òrgan de Decisió del Comitè d'Ètica de la FIFA, presidit per Eckert, va imposar una suspensió provisional de noranta dies contra el president, Sepp Blatter, el secretari general, Jérôme Valcke així com el president de la UEFA, Michel Platini. El 23 de novembre de 2015, Eckert va obrir procediments oficials contra Blatter i Platini. Al tancament del procediment, Eckert va anunciar, el 21 de desembre de 2015, la sentència i va imposar una prohibició de vuit anys i també multes. Va obrir el cas contra Valcke a principis de gener 2016. La sentència va ser lliurada el 12 de gener de 2016. Valcke va ser suspès per a dotze anys i multat de 100.000 francs suïssos. Després de cinc anys en el càrrec, Eckert no va ser reelegit al Congrés de la FIFA celebrat a Bahrain el mes de maig de 2017. El president, Gianni Infantino, va presentar una llista en bloc de candidats per a totes les comissions a renovar. Hans-Joachim Eckert no hi figurava. El grec Vassilios Skouris li succeir.

## Personal
Eckert és un apassionat caçador de bolets. En el seu temps lliure, també visita una escola secundària al Cantó de Baviera per explicar el sistema judicial als estudiants i respondre preguntes.